# (7667) 1995 BL3
1995 بي أل 3 (ويعرف أيضًا باسم (7667) 1995 بي أل 3 وفق تسمية الكوكب الصغير) (بالإنجليزية: 1995 BL3)‏ هو كويكب ضمن حزام الكويكبات؛ وترتيبه 7667 من حيث الاكتشاف.
اكتُشف هذا الجُرم الفلكي بواسطة تاكيشي أوراتا ‏ في 29 يناير 1995.

## وصلات خارجية
- (7667) 1995 BL3 في قاعدة بيانات مختبر الدفع النفاث لأجرام النظام الشمسي الصغيرة

- الاكتشاف · مخطط المدار ·  العناصر المدارية · المعلمات المادية

- (7667) 1995 BL3 على موقع ويكي سكاي: DSS2, SDSS, GALEX, IRAS, Hydrogen α, X-Ray, Astrophoto, Sky Map, Articles and images